# Xã Kirkwood, Quận Belmont, Ohio
Xã Kirkwood (tiếng Anh: Kirkwood Township) là một xã thuộc quận Belmont, tiểu bang Ohio, Hoa Kỳ. Năm 2010, dân số của xã này là 400 người.